# Trélissac
Trélissac – miejscowość i gmina we Francji, w regionie Nowa Akwitania, w departamencie Dordogne.
Według danych na rok 1990 gminę zamieszkiwało 6660 osób, a gęstość zaludnienia wynosiła 291 osób/km² (wśród 2290 gmin Akwitanii Trélissac plasuje się na 57. miejscu pod względem liczby ludności, natomiast pod względem powierzchni na miejscu 432.).